# 中華基督教浸信會聯會
中華基督教浸信會聯會是中华民国浸信会的一个组织机构。

## 浸信会的起源
浸信会起源于17世纪的英国的一群基督徒，热诚研读圣经。浸信会深受重浸派的影响，强调加入教会者应是指着信而受浸（全身没入水中）的成人，反对为婴儿洗礼。浸信会不是重浸派，她们是两个不同的团体。

## 浸信会在中国大陆
1836年9月17日，叔未士牧师夫妇（J.Lewis Shuck，只有23岁和18岁的新婚夫妇）抵达澳门，成为来华的第一位浸信会宣教士。1951年因政權轉移，宗教政策改變，全数宣教士被迫离华。

1949年美南浸信会在中国有教会392间、布道所410间、信徒123,000人、220位宣教士，建立了华北、两广、江苏、豫皖苏等四个联会，山东和广东2省的信徒数量较多。

### 山东（华北）
- 传教站：登州（蓬莱，1862）；烟台（1906）；黄县（今龙口市，1889）；平度；青岛；莱州（1903）；莱阳（1912）；泰安；济宁；济南。
- 1925年以前中心位于登州，1925年以后中心转移到黄县。
- 著名教堂：登州南街圣会堂（1866）；黄县小栾家疃（河东街3号）教堂；莱州北关教堂（现在莱州医院）；青岛济宁路浸信会；济南南上山街教堂、后宰门教堂；烟台大马路浸信会礼拜堂（现已改为天主教堂）。
- 神学院：黄县
- 学校：黄县崇实中学
- 医院：黄县怀麟医院，平度怀阿医院，莱州梅铁男医院、爱怜女医院

### 两广
- 传教站：广州；梧州；桂林
- 著名教堂：广州寺贝通津东山浸信会（仍在使用中）、白云路东石浸信会、惠福东兴华浸信会　、和平西路慈爱浸信会、惠爱西路八约浸信会、沙河浸信会、河南南州街堑口浸信会、小北洪桥浸信会、东山庙前西街赖神浸信会、西门口平宁浸信会。
- 学校：广州东山培正中学，培道女中
- 医院：桂林浸信会医院，广州东山两广浸会医院

### 江苏
- 传教站：上海（1847）;扬州；镇江；苏州；昆山；无锡
- 著名教堂：上海西摩路375号怀恩堂、民国路老北门第一浸会堂、北宝兴路怀施堂、白保罗路广东浸信会堂、军工路浸会教堂（沪江大学）、杨树浦路浸会教堂（沪东公社）、环龙路180号中心浸会堂、法华镇路怀本堂、汇山路国语礼拜堂、忆定盘路会幕堂、泰康路神爱堂、福煦路期恩堂、共和新路怀尔堂；苏州谢衙前嘉音堂；扬州贤良街（萃园路）礼拜堂（仍在使用中）
- 学校：上海沪江大学，晏摩氏女中，崇德女中，怀恩中学；苏州晏成中学，慧灵女中
- 医院：扬州浸会医院

### 豫皖苏
- 传教站：开封，商丘，郑州，亳州，徐州
- 著名教堂：开封鼓楼街洪恩堂、南关大郭屯施浸堂、北门大街礼拜堂（自立）、南门大街友谊礼拜堂、法院街进恩堂、双龙巷礼拜堂、金梁里礼拜堂
- 医院：开封济汴医院，亳州福音济生医院

## 浸信会在台湾

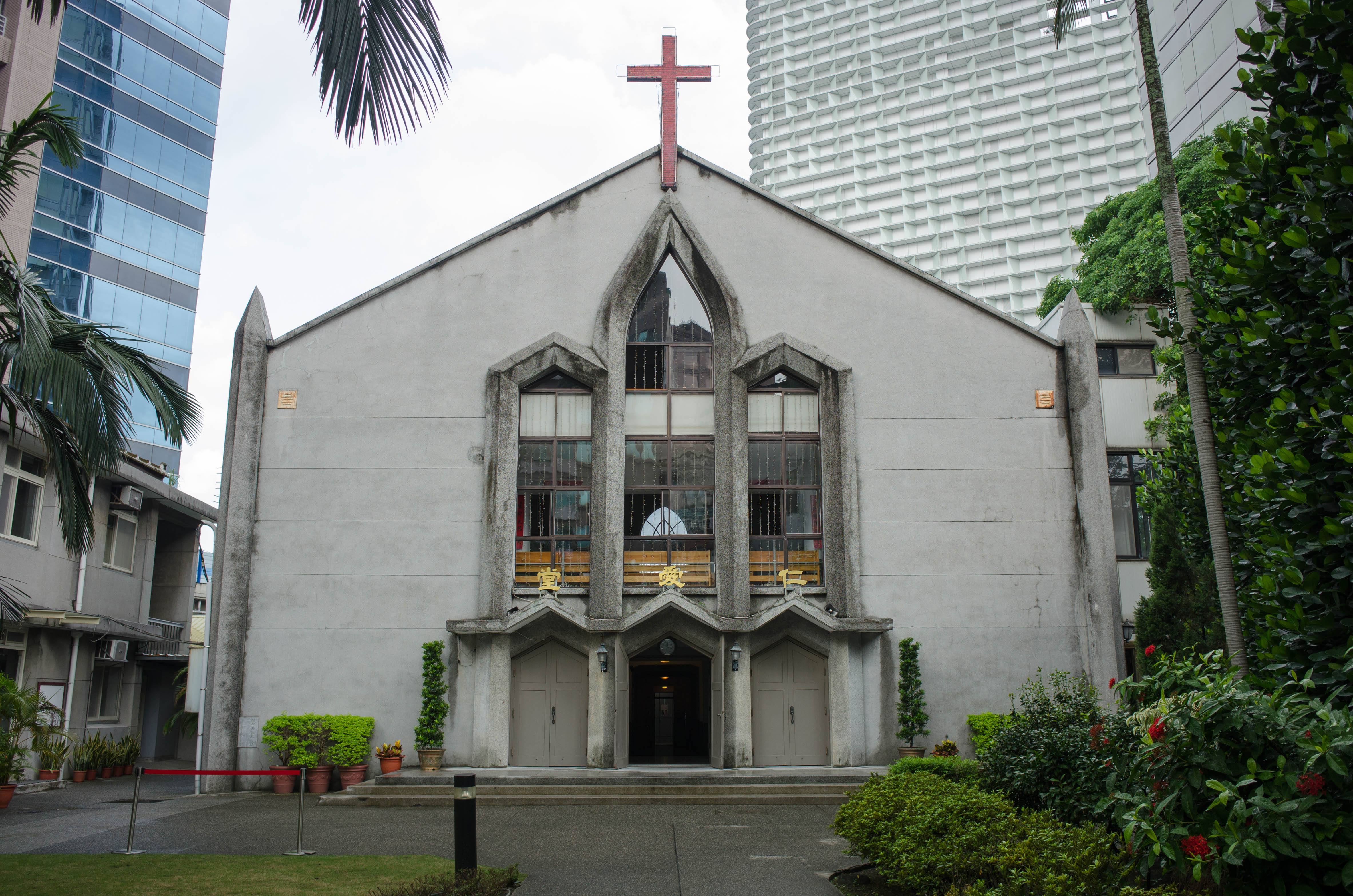
台北市基督教浸信會仁愛堂

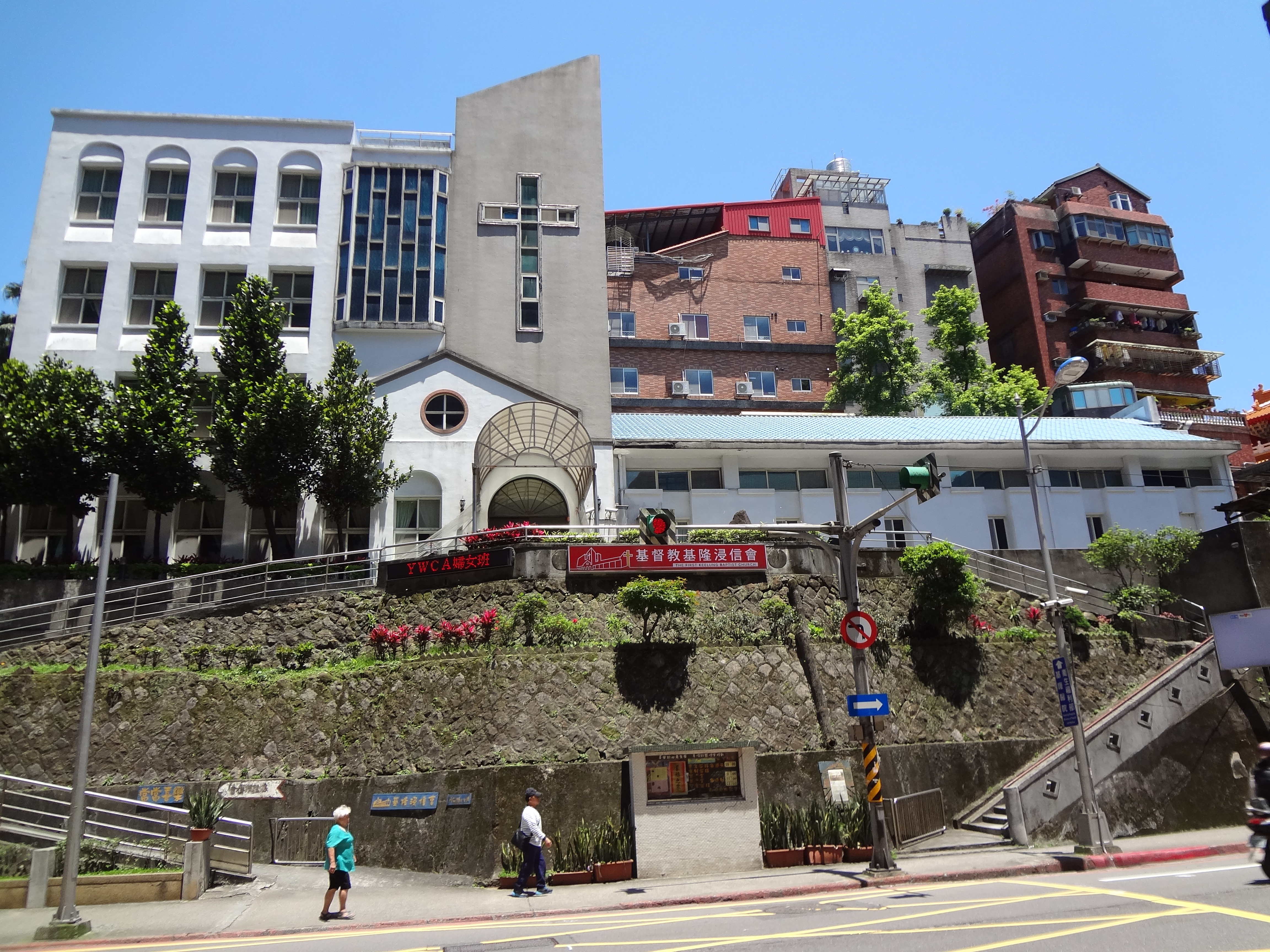
基隆浸信會

1948年6月间中华浸信会全国联会邊疆委員會差派杨美斋牧师来台进行边疆布道，10月19日美南浸信会差派明俊德宣教士（Miss Bertha Smith）由山东济宁抵台北，12月26日举行浸信会在台首次主日崇拜。1949年8月28日，台北市基督教浸信會仁愛堂成立，是浸信會在台灣的第一間教會。1961年8月，台北市基督教浸信會仁愛堂旁設立臺灣浸信會創立紀念館。
1950年代前后，原在大陆浸信会宣教士和信徒纷纷迁台。因此浸信会在台事工以当时军公教背景居多的大陆省籍族群为主要对象，也因而被以为系纯「国语系」教派。1953年6月於高雄縣美濃鎮開始第一個臺灣客家語事工，1956年7月於臺北市開始第一個臺灣閩南語事工。
1954年7月5日“臺灣浸信會聯會”成立，後更名為“中華浸信會臺灣省聯會”，再更名為“中華基督教浸信會臺灣聯會”，1972年改為“中華基督教浸信會聯會”。第一任主席為宣教士兼臺灣浸信會神學院第一任院長柯理培牧師。
聯會是由各地方浸信會自由加入，目的在協調共同事工的推動。各地方的浸信會並不受聯會管理，而都是各自獨立、自主和自治。

### 組織
財團法人中華基督教浸信會聯會：台北市中正區懷寧街47號之1，2樓。
1. 許可機關日期：台灣省政府民政廳五十三年三月二十六日
2. 財產總額：59,091,966
3. 法人代表：黃烱榕
4. 副董事長：毛恩賜

## 外部連結
- 中華基督教浸信會聯會* （页面存档备份，存于）
- Chinese Baptist Convention 中華基督教浸信會聯會（页面存档备份，存于） 香港浸會大學圖書館 華人基督教文獻保存計劃

1. ↑  .   [2023-04-15]. （原始内容存档于2023-04-19）.